# Marina Janicke
Marina Janicke (n. 19 iunie 1954, Berlin, RDG) este o săritoare în apă, medaliată olimpică. A participat la o ediție a Jocurilor Olimpice (1972) în care a câștigat două medalii de bronz.